# Legea Africii de Sud, 1909
Legea Africii de Sud din 1909 a fost un act legislativ votat de Parlamentul Regatului Unit prin care se aproba formarea Uniunii Africii de Sud prin unirea coloniilor britanice Cape, Natal, Transvaal și a Râului Orange. 

## Context istoric
După încheierea celui de-al doilea război cu burii (1899-1902), britanicii au anexat Republica Sud Africană și Statul Liber Orange, care fuseseră până în acel moment două republici independente ale afrikanerilor. Noile teritorii au fost numite Transvaal, respectiv Colonia Râului Orange, și au fost adăugate teritoriilor deja cucerite de britanici în Africa de sud – Colonia Capului și Natal. Guvernul britanic a încurajat anumite tendințe manifestate de unii politicieni ai minorității albe din regiune de asociere într-o uniune mai strânsă. După ce, în 1907, guvernul britanic a recunoscut guvernele Coloniilor Transvaalului și a Râului Orange, populația afrikaner a devenit tot mai doritoare pentru unirea coloniilor lor într-un stat cu un anumit grad de autonomie față de puterea de la Londra. 
Forțele politice ale albilor au convocat Convenția Națională, care și-a ținut lucrările între 12 octombrie 1908 – 11 mai 1909. Această convenție a pus bazele viitoarei constituții a noului stat prin stabilirea condițiilor economice, legislative și economice ale unirii. Propunerile au fost trimise guvernului britanic care a pregătit la rândul lui o inițiativă legislativă pe această temă. Legea a fost aprobată de Parlament britanic pe 20 septembrie 1909 și, în aceeași zi, regele Edward al VII a  proclamat înființarea Uniunii Africii de Sud pe 31 mai 1910. Această lege, care a dus la nașterea statului care avea să devină Republicii Africa de Sud din ziua noastră, a funcționat drept constituție până în 1961, când Africa de Sud s-a transformat în republică și a părăsit Commonwealthul. Structura constituției din 1961 păstra caracteristicile de bază a legii din 1909. Ultimele vestigii ale legii din 1909 aveau să dispară în 1983, când, în plină epocă a apartheidului, a fost proclamată o nouă constituție.